# Borolong
Borolong – wieś w Botswanie w dystrykcie Central. Według spisu ludności z 2011 roku wieś liczyła 5184 mieszkańców.